# The Mission (film 1999)
The Mission (Cheung fo, 鎗火T) è un film del 1999 diretto da Johnnie To.

## Trama
Il boss della Triade Lung (Eddy Ko), appena sopravvissuto a un attentato, assume i killer Curtis (Anthony Wong), James (Lam Suet), Mike (Roy Cheung), Roy (Francis Ng) e Shin (Jackie Lui) per proteggerlo. Quando Shin inizia una storia con la moglie di Lung, il boss ordina ai suoi quattro compagni di ucciderlo.